# Adis Nurković
Adis Nurković (Velika Kladuša, 28 aprile 1986) è un ex calciatore bosniaco naturalizzato kosovaro, di ruolo portiere, tecnico dell'Under-19 del Sarajevo.

## Carriera

### Club
In carriera ha giocato nella massima serie dei campionati croato e bosniaco.
Il 1º luglio 2017 viene acquistato a titolo definitivo dalla squadra albanese del Flamurtari Valona.

### Nazionale
Il 12 agosto 2009 esordisce con la Nazionale bosniaca nell'amichevole persa per 2-3 contro l'Iran.
L'11 giugno 2017 esordisce invece con la Nazionale kosovara nella partita persa 1-4 contro la Turchia valevole per le qualificazioni ai Mondiali 2018.